# Ida-Marie Köllinger
Pour les articles homonymes, voir Köllinger.
Ida-Marie Köllinger née le 10 août 2001, est une joueuse allemande de hockey sur gazon.

## Carrière
Elle a fait ses débuts en équipe première le 12 mars 2022 contre l'Inde à Bhubaneswar lors de la Ligue professionnelle 2021-2022.

## Palmarès
- : 1er à l'Euro U21 2022.